# Melodifestivalen

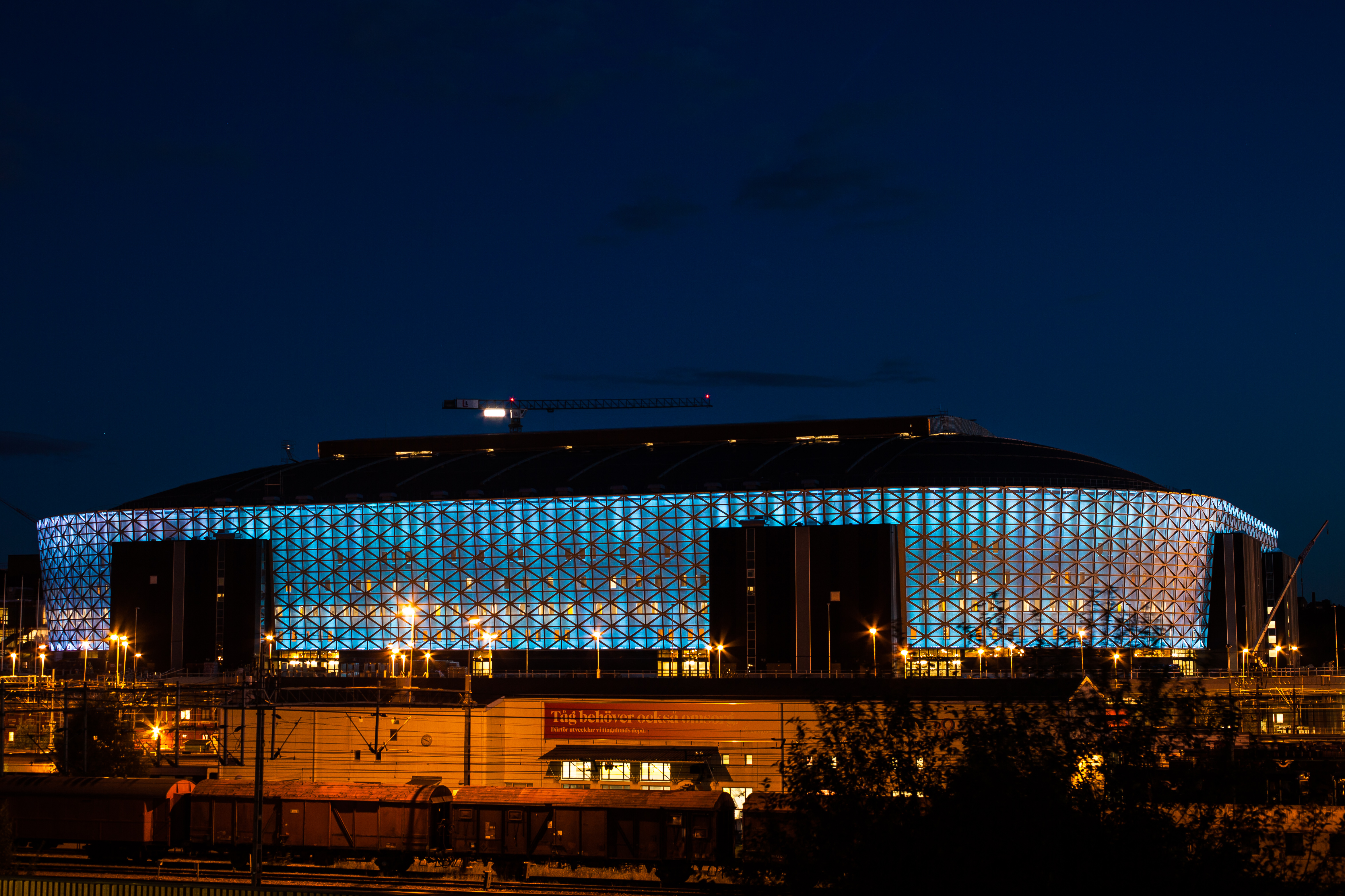
Friends Arena, kde se soutěž konala

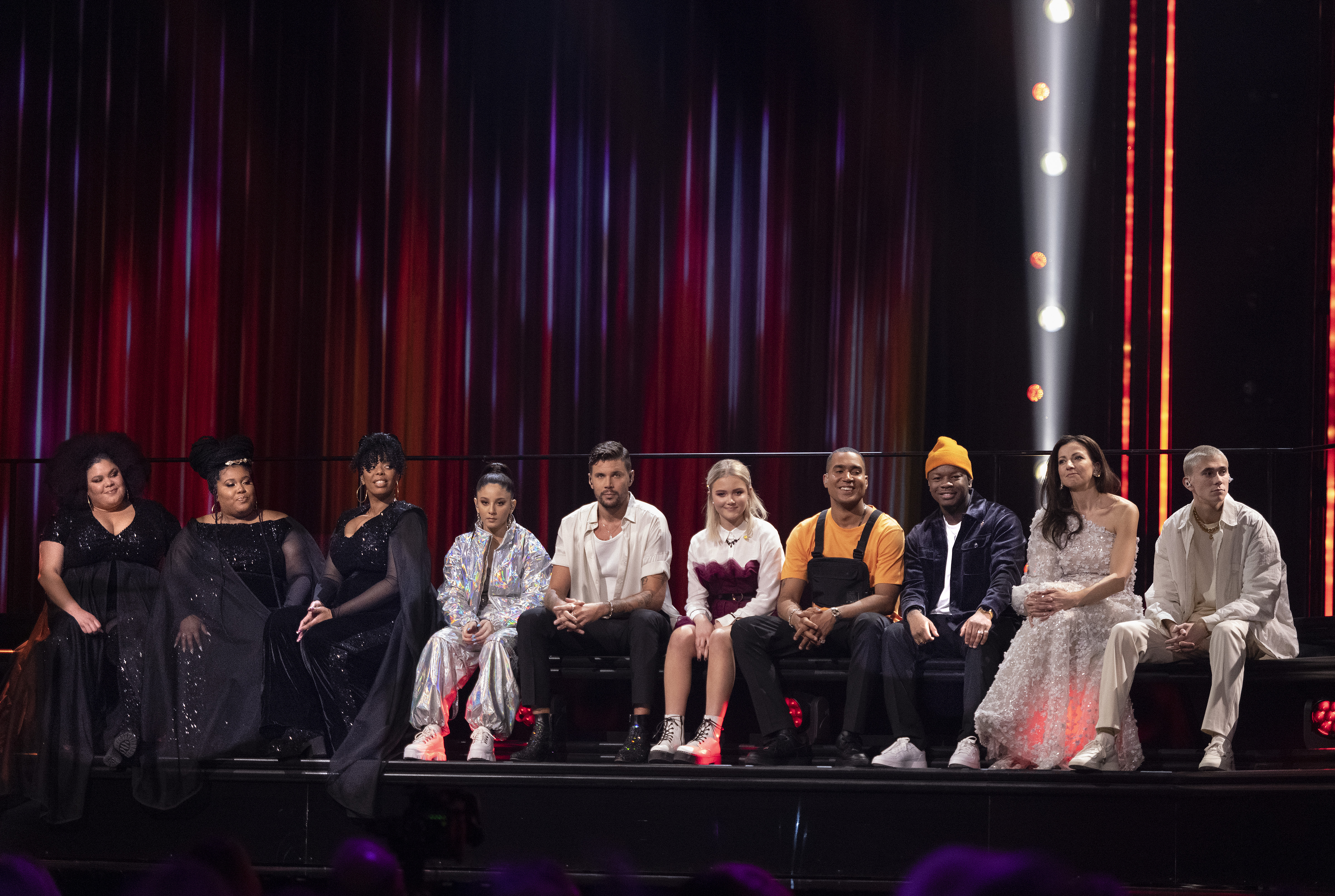
Účastníci soutěže v roce 2020

Melodifestivalen je švédská hudební soutěž, pořádána televizní stanicí Sveriges Television (SVT) a rozhlasovou stanicí Sveriges Radio (SR). Tato soutěž se koná od roku 1959 a vítěz reprezentuje Švédsko na Eurovision Song Contest. Od roku 2000 je to nejpopulárnější televizní soutěž. V roce 2012 sledovalo semifinále 3,3 miliónů diváků a finále skoro polovina švédské populace.[zdroj⁠?!] Od roku 1999 lze hlasovat přes SMS zprávy. Nejznámější vítězové jsou například skupina ABBA, Loreen nebo Måns Zelmerlöw. Z důvodu pandemie covidu-19 se SVT rozhodla, že se celý další ročník Melodifestivalen 2021 uspořádá v jediné hale Anexet bez publika.

## Vítězové
| Rok  | Finále     | Skladba                               | Interpret                           | Výsledek na Eurovizi                         |
| ---- | ---------- | ------------------------------------- | ----------------------------------- | -------------------------------------------- |
| 1959 | 29. leden  | „Augustin“                            | Siw Malmkvist                       | 9. (zpívala Brita Borg)                      |
| 1960 | 2. únor    | „Alla andra får varann“               | Östen Warnerbring / Inger Berggren  | 10. (zpívala Siw Malmkvist)                  |
| 1961 | 6. únor    | „April, april“                        | Siw Malmkvist / Gunnar Wiklund      | 14. (zpívala Lill-Babs)                      |
| 1962 | 13. únor   | „Sol och vår“                         | Inger Berggren / Lily Berglund      | 7.                                           |
| 1963 | 16. únor   | „En gång i Stockholm“                 | Monica Zetterlund / Carli Tornehave | 13.                                          |
| 1965 | 13. únor   | „Annorstädes vals“                    | Ingvar Wixell                       | 10. (jako „Absent Friends“)                  |
| 1966 | 29. leden  | „Nygammal vals“                       | Lill Lindfors & Svante Thuresson    | 2.                                           |
| 1967 | 24. únor   | „Som en dröm“                         | Östen Warnerbring                   | 8.                                           |
| 1968 | 9. březen  | „Det börjar verka kärlek, banne mig“  | Claes-Göran Hederström              | 5.                                           |
| 1969 | 1. březen  | „Judy, min vän“                       | Tommy Körberg                       | 9.                                           |
| 1971 | 27. únor   | „Vita vidder“                         | Family Four                         | 6.                                           |
| 1972 | 12. únor   | „Härliga sommardag“                   | Family Four                         | 13.                                          |
| 1973 | 10. únor   | „Sommaren som aldrig säger nej“       | Malta                               | 5. (jako „You're Summer“)                    |
| 1974 | 9. únor    | „Waterloo“                            | ABBA                                | 1.                                           |
| 1975 | 15. únor   | „Jennie, Jennie“                      | Lasse Berghagen                     | 8.                                           |
| 1977 | 26. únor   | „Beatles“                             | Forbes                              | 18.                                          |
| 1978 | 11. únor   | „Det blir alltid värre framåt natten“ | Björn Skifs                         | 14.                                          |
| 1979 | 17. únor   | „Satellit“                            | Ted Gärdestad                       | 17.                                          |
| 1980 | 8. březen  | „Just nu!“                            | Tomas Ledin                         | 10.                                          |
| 1981 | 21. únor   | „Fångad i en dröm“                    | Björn Skifs                         | 10.                                          |
| 1982 | 27. únor   | „Dag efter dag“                       | Chips                               | 8.                                           |
| 1983 | 26. únor   | „Främling“                            | Carola Häggkvist                    | 3.                                           |
| 1984 | 25. únor   | „Diggi-Loo Diggi-Ley“                 | Herreys                             | 1.                                           |
| 1985 | 2. březen  | „Bra vibrationer“                     | Kikki Danielsson                    | 3.                                           |
| 1986 | 22. březen | „E' de' det här du kallar kärlek?“    | Lasse Holm & Monica Törnell         | 5.                                           |
| 1987 | 21. únor   | „Fyra bugg och en Coca Cola“          | Lotta Engberg                       | 12. (jako „Boogaloo“)                        |
| 1988 | 27. únor   | „Stad i ljus“                         | Tommy Körberg                       | 12.                                          |
| 1989 | 11. březen | „En dag“                              | Tommy Nilsson                       | 4.                                           |
| 1990 | 9. březen  | „Som en vind“                         | Edin-Ådahl                          | 16.                                          |
| 1991 | 31. březen | „Fångad av en stormvind“              | Carola Häggkvist                    | 1.                                           |
| 1992 | 14. březen | „I morgon är en annan dag“            | Christer Björkman                   | 22.                                          |
| 1993 | 5. březen  | „Eloise“                              | Arvingarna                          | 7.                                           |
| 1994 | 12. březen | „Stjärnorna“                          | Roger Pontare & Marie Bergman       | 13.                                          |
| 1995 | 24. únor   | „Se på mig“                           | Jan Johansen                        | 3.                                           |
| 1996 | 24. únor   | „Den vilda“                           | One More Time                       | 3.                                           |
| 1997 | 8. březen  | „Bara hon älskar mig“                 | Blond                               | 14.                                          |
| 1998 | 14. březen | „Kärleken är“                         | Jill Johnson                        | 10.                                          |
| 1999 | 27. únor   | „Tusen och en natt“                   | Charlotte Nilsson                   | 1. (jako „Take Me to Your Heaven“)           |
| 2000 | 10. březen | „När vindarna viskar mitt namn“       | Roger Pontare                       | 7. (jako „When Spirits Are Calling My Name“) |
| 2001 | 23. únor   | „Lyssna till ditt hjärta“             | Friends                             | 5. (jako „Listen to Your Heartbeat“)         |
| 2002 | 1. březen  | „Never Let It Go“                     | Afro-Dite                           | 8.                                           |
| 2003 | 15. březen | „Give Me Your Love“                   | Fame                                | 5.                                           |
| 2004 | 20. březen | „Det gör ont“                         | Lena Philipsson                     | 5. (jako „It Hurts“)                         |
| 2005 | 12. březen | „Las Vegas“                           | Martin Stenmarck                    | 19.                                          |
| 2006 | 18. březen | „Evighet“                             | Carola                              | 5. (jako „Invincible“)                       |
| 2007 | 10. březen | „The Worrying Kind“                   | The Ark                             | 18.                                          |
| 2008 | 15. březen | „Hero“                                | Charlotte Perrelli                  | 18.                                          |
| 2009 | 14. březen | „La Voix“                             | Malena Ernman                       | 21.                                          |
| 2010 | 13. březen | „This Is My Life“                     | Anna Bergendahl                     | 11. (semifinále)                             |
| 2011 | 12. březen | „Popular“                             | Eric Saade                          | 3.                                           |
| 2012 | 10. březen | „Euphoria“                            | Loreen                              | 1.                                           |
| 2013 | 9. březen  | „You“                                 | Robin Stjernberg                    | 14.                                          |
| 2014 | 8. březen  | „Undo“                                | Sanna Nielsen                       | 3.                                           |
| 2015 | 14. březen | „Heroes“                              | Måns Zelmerlöw                      | 1.                                           |
| 2016 | 12. březen | „If I Were Sorry“                     | Frans                               | 5.                                           |
| 2017 | 11. březen | „I Can't Go On“                       | Robin Bengtsson                     | 5.                                           |
| 2018 | 10. březen | „Dance You Off“                       | Benjamin Ingrosso                   | 7.                                           |
| 2019 | 9. březen  | „Too Late For Love“                   | John Lundvik                        | 5.                                           |
| 2020 | 7. březen  | „Move“                                | The Mamas                           | ročník zrušen                                |
| 2021 | 13. březen | „Voices“                              | Tusse                               | 14.                                          |
| 2022 | 12. březen | „Hold Me Closer“                      | Cornelia Jakobs                     | 4.                                           |
| 2023 | 11. březen | „Tattoo“                              | Loreen                              | 1.                                           |
| 2024 | 9. březen  | „Unforgettable“                       | Marcus & Martinus                   | 9.                                           |
| 2025 | 8. březen  | „Bara Bada Bastu“                     | KAJ                                 | 4.                                           |

| Legenda | Legenda                              |
| ------- | ------------------------------------ |
| 1       | 1. místo                             |
| 2       | 2. místo                             |
| 3       | 3. místo                             |
| ◁       | poslední místo                       |
| X       | interpret vybrán, ale nezúčastnil se |